# Cantata profana
La Cantata profana, sous-titrée A kilenc csodaszarvas (Les Neuf Cerfs enchantés) Sz. 94, BB 100, est une œuvre pour ténor, baryton, chœur et orchestre de Béla Bartók. Composée en 1930, elle fut donnée pour la première fois le 25 mai 1934 à la BBC par l'Orchestre symphonique de la BBC dirigé par Aylmer Buesst.
Selon Pierre Citron, Béla Bartók, qu'il considère comme un humaniste athée, souhaitait limiter à la musique profane le genre de la cantate (forme musicale quoi qu'il en soit d'origine purement profane). Malgré tout, le texte hongrois de la cantate s'inspire d'une colindă, chant de Noël roumain. La Cantata Profana et la seule œuvre vocale de Bartók dont il a rédigé lui-même le texte.

## Argument
Un père apprend à ses neuf fils l'art de chasser. Un jour, ils passent un pont enchanté vers une épaisse forêt et sont changés en neuf cerfs. Leur père arrive et les vise de son arc, mais lorsqu'il comprend que ce sont ses fils, il les prie de rentrer à la maison. Les cerfs répondent que ce n'est plus possible car leurs bois ne pourraient pas passer la porte. Leur nouvelle vie est dans la forêt.

## Intrumentation
L'instrumentation requiert,:
| Instrumentation de la Cantata Profana                                                                                                   |
| Voix |
| 1 ténor, 1 baryton, 1 double chœur mixte                                                                                                |
| Bois |
| 3 flûtes dont 1 jouant le piccolo, 3 hautbois, 3 clarinettes dont 1 jouant la clarinette basse, 3 bassons dont 1 jouant le contrebasson |
| Cuivres |
| 4 cors, 2 trompettes, 3 trombones, 1 tuba                                                                                               |
| Percussions |
| Timbales, cymbales, petite claisse claire, tam-tam, grosse caisse                                                                       |
| Cordes pincées |
| Harpe |
| Cordes |
| Premiers violons, seconds violons, altos, violoncelles, contrebasses                                                                    |

## Discographie
- Helmut Krebs (ténor), Dietrich Fischer-Dieskau (baryton), orchestre symphonique de la radio de Berlin, dirigé par Ferenc Fricsay (Deutsche Grammophon, 1951) Texte chanté en allemand
- József Réti (ténor), András Faragó (baryton), Orchestre de la Radio-Télévision Hongroise, dirigé par György Lehel (Hungaroton, 1963)
- József Réti (ténor), András Faragó (baryton), Orchestre de la Philharmonie nationale hongroise, dirigé par János Ferencsik (Hungaroton, 1967)
- John Aler (ténor), John Tomlinson (baryton), chœur et orchestre symphonique de Chicago, dirigé par Pierre Boulez (Deutsche Grammophon, 1992)
- Tamás Daróczy (ténor), Alexandru Agache (baryton), Chœur de la radio et de la télévision hongroise (Kálmán Strauss, chef de chœur), Orchestre du Festival de Budapest, dirigé par Georg Solti (Decca, 1997)